# Монолог
Монолог — форма мовлення, витворена внаслідок активної мовленнєвої діяльності адресанта, розрахованої на пасивне і опосередковане її сприйняття адресатом. Компонент художнього твору, що становить мовлення, яке звернене до самого себе чи інших (мовлення від 1-ї особи), на відміну від діалогу. 
У літературознавстві це літературний прийом для зображення внутрішнього світу персонажа художнього твору, створення його психологічного портрета. 
Пізнання світу «внутрішньою людиною» відбувається, зокрема засобом «внутрішнього монологу». Цей засіб у часи видатних античних педагогів отримав назву «солоквіум». Спробуємо надати цьому поняттю логічне визначення. 
Як відомо, Логос /lógos/ - це термін давньогрецької філософії,  що має подвійне значення. До змісту терміна включають такі ознаки, як слово, вислів, мова. Але вкрай важливим є те, що також цим  терміном позначається загальний закон світобудови. Зокрема, у стоїчній філософії за допомогою терміна «Логос» розуміли світовий розум.  Отже і термін «монолог» є підстави трактувати як спілкування людини зі світовим розумом, навіть більше – як буття людини в царині світового розуму, вищої істини. 
Логічні правила побудови реальних (класичних) визначень понять вимагають здійснювати таку розумову операцію шляхом виділення родового поняття та видової відмінності. Зміст поняття «солоквіум» розкривається нами через родове поняття «монолог» саме в контексті повного, сократівського розуміння терміна «Логос» як слова, у якому відображено сенс.
Солоквіум – засіб самовиховання особистості, здійснений у формі пізнавального монологу.
В українській педагогічній спадщині солоквіум як виховний засіб був глибоко розвинений та яскраво використаний двома видатними педагогами, «філософами серця» Григорієм Сковородою та Памфіїлом Юркевичем. Славнозвісний мандрований філософ був майстром внутрішнього монологу. У певній мірі все його вражаюче життя – монолог мужнього та принципового шукача істини. Солоквіум як виховний засіб Григорій Сковорода у найбільшій мірі освоює у формі повчальних листів до свого учня та друга Михайла Ковалинського. Охарактеризована нами така ознака солоквіуму як «розімкненість» у життя використовується Сковородою у свої своєрідні способи.
Духовне в реально свідоме український Сократ «розмикає» шляхом наведення аналогії між справами буденними та справами душевних пошуків. Так, в одному з листів свої роздуми про справжню дружбу Сковорода починає з таких слів: «Подібно до того, як купці вживають застережних заходів, щоб під виглядом хороших не купити поганих і зіпсованих товарів, так і нам треба найретельніше дбати про те, щоб, добираючи друзів, … через недбальство не потрапити на щось підроблене і мниме…»

## Роль драматургічного монологічного мовлення в історичному зрізі
А епоху античності монолог у драматургії відігравав важливе значення.  Його зокрема використовували в комедіях як звернення зору до глядачів або ж у трагедіях як ліричні відступи хору до глядачів. У період класицизму специфіку монологу розробляли поетики, що зазначали обставини дії, окреслювали повноту переживань і поглядів персонажів. У добу просвітництва значення монологу посилилося. На перший план у цей період виходив не текст п'єси, а гра акторів, що особливо увиразнювалася за допомогою їх монологічного мовлення. У ХХ столітті набрала популярності монодрама, тобто вистава одного актора, основа якої — суцільний монолог із доповненням декорацій і спецефектів. 

## Особливості монологу
Синтаксично монолог є більш складною формою мовленнєвої комунікації, аніж діалог. 
Характерні синтаксичні ознаки монологу: 
- текстова розлогість із загальною структурною цілісністю;
- тематична змістовність;
- композиційна завершеність;
- чітке граматичне оформлення;
- наявність складних чи ускладнених речень.

Монолог наближається до письмового мовлення. Невербальні компоненти використовують у монолозі обмежено.

Деякі сучасні дослідники (А. Г. Асмолов, Л. М. Куликова, В. М. Розін, Ю. В. Шаронін та ін.) вважають за можливе використовувати синергетичний підхід до процесу самовиховання. Цей процес, на їх думку, відбувається в тому числі й за нелінійними законами. Ю. В. Шаронін стверджує, що нелінійність означає багатоваріантність шляхів відбору з альтернатив. Саморозвиток детермінований не лише стабільними обставинами, але й факторами, передбачити які неможливо внаслідок нестабільності соціальної системи. Синергетичне поняття «самоорганізація» співвідноситься з аналогічним поняттям традиційної педагогіки. Окремі аспекти синергетичної теорії самоорганізації з педагогічної точки зору знайшли відображення в роботах В. А. Аршинова, В. Г. Буданова, Е. М. Князевой, С. П. Курдюмова, Г. Г. Малинецкого,
Н. М. Таланчука, Л. Н. Макарової, Ю. В. Шаронина, С. С. Шевелевої та інших. Синергетика трактує самовиховання особистості як роботу самоорганізуючої системи, здатної до самостановлення та саморозвитку. 
Однак дослідниками педагогіки співробітництва та представниками синергетичного трактування педагогічного процесу не в повній мірі досліджено процес самовиховання. До того ж об’єктом аналізу вказаних досліджень є середньостатистичний вихованець, або сучасний колектив вихованців. Розробка засобів виховання такого специфічного суб’єкта, яким є сучасний український харизматичний лідер, є актуальною науковою задачею. До того ж «внутрішній монолог» як засіб пізнання дійсності розглядався не педагогікою, а філософією у контексті теорій пізнання та самостановлення. Тож постає завдання осмислення цього засобу в контексті сучасних теорій навчання, освіти та виховання.  

## Класифікація монологічного мовлення
Флорій Бацевич подає таку типологію монологів:
- за формою втілення: внутрішнє, зовнішнє;
- за способом організації: приватне, публічне;
- за сферами вжитку: дружнє, офіційне;
- за жанровою належністю: художній монолог, ораторське мовлення, побутова розповідь тощо;
- за функційно-комунікативною належністю: розповідь, міркування, доповідь, переконування тощо;
- за ситуативними особливостями комунікації: безпосередньо контактне, опосередковано-контактне — радіо, телевізійне;
- за генетичними ознаками: імпровізоване, підготовлене.

Стилістичні різновиди монологу: розповідь, роздум, міркування, сповідь, спогад тощо.
«Лексикон загального та порівняльного літературознавства» подає таку типологію монологів:
- монолог-оповідь — у якому герой оповідає про дії, що вже відбулися або можуть бути зображені безпосередньо;
- ліричний монолог — у якому подано момент із життя героя, пов'язаний із сильними переживаннями чи серйозними роздумами, сповнений емоцій, спостережень, загадок, рефлексій, марень чи фантазій;
- монолог-роздум — у якому герой, який стоїть перед дуже складним вибором, викладає сам собі аргументи «за» і «проти» та ухвалює рішення;
- авторський монолог — у якому автор звертається до читача, публіки (один зі проявів — репліка);
- внутрішній монолог — у якому герой говорить усе, що йому спадає на думку, не дбаючи про логіку висловлювання, закінченність фраз тощо; зображення емоційного стану є єдино бажаним ефектом;
- ораторський монолог — лекції, судові, політичні тощо виступи перед публікою; основним призначенням є інформування, навчання й переконання; базований на законах ораторського мистецтва, що виявляється в стилі, лексиці й аргументації;
- обрядовий монолог — молитва, монолог священнослужителя будь-якої віри, звернений від себе чи від імені вірних до Бога; побудований згідно з канонами тієї чи тієї віри.

## Приклади монологів у художній літературі
- Спілкування героя новели Володимира Винниченка «Момент» із читачами:

«—Слухайте. Було це навесні. Ви ще пам'ятаєте, що то таке весна? Пам'ятаєте небо, синє, глибоке, далеке! Пам'ятаєте, як ляжеш в траву десь, закинеш руки за голову і глянеш у це небо, небо весни? Е!.. Ну, словом, було це навесні. Круг мене кохалося поле, шепотіло, цілувалось... З ким?». 
- Внутрішнє мовлення героя етюду Михайла Коцюбинського «Цвіт яблуні»:

«Я волочу втомлені ноги поміж сірими меблями, a за мною тихо волочиться моя згорблена тінь. Голова снує думки. Про що я думаю? Я думаю про щось чуже, стороннє, неважне, a проте тямлю, що я не забув свого горя. Якісь голоси говорять у мені». 
Із-поміж інших відомих монологів у художній літературі — монологи Фавста («Фауст» Й. Ґете), Ромео («Ромео і Джульєтта» В. Шекспіра), Мерсо («Сторонній» А. Камю), Міріам («Одержима» Лесі Українки), Катерини (однойменна поема Т. Шевченка) тощо.
Найяскравіше внутрішній монолог був використаний у романі «Улісс» Дж. Джойса та став відомим як потік свідомості.